# لیا بارکوس
لیا بارکوس (انگلیسی: Lea Barkus؛ زادهٔ ۷ دسامبر ۱۹۷۴) بازیکن فوتبال اهل بریتانیا است.
از باشگاه‌هایی که در آن بازی کرده‌است می‌توان به باشگاه فوتبال فولام و باشگاه فوتبال ردینگ اشاره کرد.